# شلل المعدة
معظم العمليات التي تتم داخل جسم الإنسان تحدث دون تدخل أو شعور منه فالقلب ينبض والرئتين تتنفسان والجهاز الهضمي يعمل على تحويل الطعام إلى طاقة دون أن يعطي الإنسان الكثير من التفكير لهذه العمليات وتستمر حالة اللاشعور تلك حتى يحدث خطأ ما.
من أمثلة هذا كله المرض المعروف بـشلل المعدة ويتلخص في توقف العضلات الموجودة في جدار المعدة عن العمل بشكل طبيعي أو ان تصاب بالشلل التام.
تقوم عضلات المعدة في حالتها الطبيعية بالانقباض بشدة لتدفع الطعام عبر الجهاز الهضمي إلا أن الوضع يختلف في حالة وجود خلل في هذه العضلات بحيث تعمل ببطأ أو تتوقف عن الانقباض تماماً مما يمنع المعدة من تفريغ محتوياتها إلى الأمعاء مما ينتج عنه عسر هضم وقيء متكرر مما يفسد نسب السكر في الدم ويؤدي إلى سوء التغذية.

## الأعراض
معظم حالات شلل المعدة يكون القيء والغثيان فهما أكثر الأعراض شيوعاً ويحدث القيء عادةً بعد تناول الطعام بساعات عندما تكون المعدة قد امتلأت بالطعام غير المهضوم المختلط بالعصارة الهضمية وفي بعض الأحيان يتسبب تراكم العصارة الهضمية وحدها القيء دون أن يتناول المريض أي طعام.
ولأن العضلات المسئولة عن تفريغ الطعام تختلف عن تلك التي تفرغ الشراب فمن الممكن أن تظهر الأعراض عند الأكل فقط وفي بعض الأحيان عند الأكل والشرب وفي أحيان نادرة عند الشرب فقط.
وبالإضافة للقيء والغثيان من الممكن أن تظهر أعراضا أخرى مثل:
- شعور مبكر بالشبع.
- انتفاخ في المعدة.
- ارتجاع في العصارة الهضمية إلى المريء مما ينتج عنه حرقة في فم المعدة.
- تغيرات في نسبة السكر في الدم.
- فقدان الشهية.
- نقص الوزن وسوء التغذية.

## الأسباب
المعدة هي عبارة عن كيس من العضلات يقع في أعلى وسط البطن تحت القفص الصدري مباشرةً وبإمكانها احتواء جالون واحد من الطعام والشراب. وتقوم المعدة بالانطواء على نفسها عندما تكون فارغة وتنبسط عندما يصلها طعام أو شراب.
ويتكون جدار المعدة من ثلاث طبقات من العضلات التي تقوم بخلط الطعام بالانزيمات والحوامض التي تفرزها الغدد الموجودة على الجدار الداخلي للمعدة. وبمجرد اختلاط الطعام بالعصارة الهضمية تماماً تحدث انقباضات عنيفة في عضلات المعدة فيما يعرف بالموجات التمعجية والتي تدفع العصيدة المهضومة باتجاه الصمام البيلوري الموصل إلى الأمعاء الدقيقة حيث تتم عملية الهضم الرئيسية.
وقد تستغرق المعدة ما بين ثلاث إلى أربع ساعات للتفريغ الكامل بعد تناول الطعام والسبب في طول المدة هو التأكد من أن الطعام هضم بصورة جيدة واختلط بالعصارة الهضمية تماماً حتى تسهل عملية الامتصاص في الأمعاء.

## سبب توقف المعدة عن العمل
يمتد العصب المبهم والذي يتحكم في عضلات المعدة ما بين جذع المخ إلى القولون وهو المسئول عن تنظيم العملية الهضمية بما فيها إرسال إشارات إلى عضلات المعدة لتقوم بعمل الموجات التمعجية بمعدل ثلاث انقباضات في الدقيقة الواحدة تقريباً. وتنشأ المشكلة عندما تتوقف هذه الانقباضات أو يقل معدلها مما يجعل الطعام يتوقف في المعدة دون أن يتحرك إلى الأمعاء الدقيقة كما يجب.
وأشهر أسباب شلل المعدة هو تلف العصب المبهم بالرغم من إمكانية ظهور المرض نتيجة لحدوث تلف في عضلات المعدة ذاتها. ومن العوامل التي قد تؤدي إلى تلف العصب والعضلات ما يلي:
- مرض السكر.
- جراحات المعدة والأمعاء والمرئ.
- الادوية المهدئة ومضادات الاكتئاب.
- ادوية السرطان خاصة العلاج الكيماوي.
- اضطرابات أخرى: مثل فقدان الشهية أو النهام أو تصلب الجلد.

## عوامل مؤثرة
يعتبر مرض السكر هو العامل الأكثر خطورة الذي يزيد من احتملات حدوث المرض حيث يصاب واحد من كل خمسة ممن يعانون من مرض السكر بشلل المعدة. وتوجد عوامل مؤثرة أخرى مثل جراحات المعدة بهدف إنقاص الوزن والأدوية التي تتدخل في معدل تفريغ المعدة إلى الأمعاء.

## التشخيص
يستخدم الأطباء العديد من الوسائل لتشخيص شلل المعدة ومنها ما يبحث عن علامات دالة على المرض بينما يتم الآخر لاستبعاد أمراض أخرى لها أعراض مشابهة. ومن هذه الاختبارات:
- اختبار تفريخ المعدة: ويعتبر هذا الاختبار الأكثر دقة حيث يأكل المريض وجبة تحتوي على كمية ضئيلة من مادة مشعة ويستخدم كاشف لمتابعة نسبة تدفق الطعام إلى المعدة ومنها إلى الأمعاء.
- اختبار قياس ضغط المعدة والأمعاء: يقوم الطبيب بإنزال انبوب حساس للضغط عبر الحلق إلى المعدة والأمعاء ويتصل هذا الانبوب بجهاز كمبيوتر ليسجل معدل الانقباضات التي يحس بها الانبوب.
- منظار المعدة: وهو اختبار يستخدم للتأكد من أن السبب في الاعراض ليس تأخر تفريغ المعدة.
- جهاز رسم المعدة: وهو جهاز يستشعر الإشارات الكهربية التي يرسلها العصب المبهم إلى المعدة قبل وبعد تناول الطعام وذلك للتأكد من أن العصب يعمل بشكل جيد.
- أشعة الرنين المغناطيسي.

## المضاعفات
قد يكون لشلل المعدة أعراضا خطيرة منها:
- نقص الوزن وسوء التغذية الناتج عن كثرة القئ وعدم تحرك الطعام إلى الأمعاء بشكل طبيعي.
- تحول الطعام إلى مواد صلبة في المعدة نتيجة لعدم الهضم وقد تكون هذه التجمعات قاتلة إذا منعت الطعام من المرور إلى الأمعاء.
- تفاوت في نسبة السكر في الدم مما يجعل مرضى السكر يعانون أكثر وقد يسبب المرض عند من اصابهم المرض لسبب آخر.

## العلاج
أول خطوات العلاج هي السيطرة على نسبة السكر في الدم لمن يعانون من مرض السكر. وبخلاف ذلك فاتباع نظام غذائي سليم واخذ ادوية تنظم انقباضات المعدة هو أساس العلاج.

### تغيير النظام الغذائي
ينصح الأطباء باتباع تغييرات جذرية في النظام الغذائي لمريض شلل المعدة ومن هذه التغييرات ما يلي:
- أكل عدد أكبر من وجبات ذات حجم اصغر: لان الوجبات الأكبر حجماً تحتاج دائماً إلى وقت أطول للهضم في المعدة والمرور إلى الأمعاء لذا يراعى تقسيم هذه الوجبات كبيرة الحجم على وجبات صغيرة متكررة مما يعطى المعدة فرصة لهضم الطعام على مراحل ومثال ذلك اكل ست وجبات صغيرة بدلا من ثلاث كبيرة في اليوم الواحد.
- تجنب الاطعمة الغنية بالألياف: بالرغم من أن الألياف الموجودة في الخضروات والفاكهة والحبوب والبقول تساعد على انسياب الطعام إلى الأمعاء بسهولة الا انها أكثر عرضة للتحول إلى كتل صلبة ولان المعدة تجد صعوبة في تكسيرها.
- تجنب الدهون: لأنها تقلل سرعة مرور الطعام إلى الأمعاء إلا أن بعض الأطباء قد ينصح بتناول هذه الأطعمة لتعويض السعرات التي يفقدها الجسم من خلال القيء المتكرر.
- اكل الاطعمة المسحوقة والسوائل: لأن ذلك يسهل عملية الهضم وتدفق الطعام المسحوق والسوائل إلى المعدة بصورة سلسة.
- المكملات الغذائية: لان شلل المعدة يتدخل في عملية هضم وامتصاص الطعام مما يجعل من الضروري بمكان الاستعانة بالمكملات الغذائية في صورة أدوية الفيتامينات والحديد والكالسيوم.
- المياه: لان القيء المتكرر قد يؤدي إلى الجفاف مما يستدعى شرب المريض للكثير من المياه والسوائل لتعويض النقص.
- التغذية بالانبوب: في بعض الحالات المتقدمة قد لا يحتمل المريض تناول الطعام بشكل نهائي مما يضطر الطبيب إلى تركيب انبوب يوصل الطعام إلى الأمعاء مباشرةً اما مباشرة عن طريق فتحة في البطن أو عن طريق إنزال الأنبوب عبر الأنف ويستخدم الأخير لاختبار مدى قدرة المريض على احتمال هذه الطريقة قبل تركيب الأنبوب مباشرةً بصفة دائمة.

### العلاج الدوائي
عادة ما يصف الأطباء أحد نوعين من الادوية لعلاج شلل المعدة أحدها هي الأدوية المضادة للقيء والأخرى هي محفزات انقباضات المعدة ولأن الأقراص تكون صعبة الامتصاص فيعطى المريض الدواء بالحقن أو في صورة سائلة.

### العلاج بالجراحة
تترك الجراحة كخيار أخير في حالة فشل الوسائل الأخرى في السيطرة على القئ وتحفيز انقباضات المعدة وتنطوي الجراحة على تدبيس الجزء الأسفل من المعدة أو تمرير انبوب يصل من المرئ إلى الأمعاء مباشرةً دون المرور على المعدة. لكن الأطباء يحرصون على ترك الجراحة كوسيلة أخيرة وذلك لانطوائها على مضاعفات خطيرة.

### علاجات قيد التجربة
هناك أنواع جديدة من العلاج التي ما زالت قيد التجربة إلا أن فاعليتها ليست بالاكيدة ومنها ما يلي:
- العلاج بمادة الذيفانات المطثية: وهي المادة المستخدمة في علاج الصداع النصفي والتجاعيد الجلدية والتي ثبت انها ترخي الصمام البيلوري المصل من المعدة إلى الأمعاء مما يسمح بمرور المزيد من الطعام إلى الأمعاء إلا أن هذا النوع من العلاج مؤقت وما زال قيد الدراسة.
- تحفيز المعدة الكهربي: هناك طريقة أخرى ما زالت تحت الاختبار تعتمد على وضع جهاز شبيه بجهاز منظم ضربات القلب في جدار المعدة لارسال إشارات كهربية ضئيلة تحفز الانقباضات مما يساعد على تحريك الطعام باتجاه الأمعاء. وبالرغم من اثبات هذه الأجهزة للنجاح في تفريغ المعدة بصورة أفضل وتقليل ورود القئ والغثيان الا انها تستغرق بعض الوقت لظهور النتائج.

### الوقاية
لأن شلل المعدة من أشهر مضاعفات مرض السكر فمن الضروري السيطرة على نسبة السكر في الدم لمنع ظهور أي مضاعفات.

## روابط خارجية
- Overview from NIDDK National Institute of Diabetes, Digestive, and Kidney Diseases at NIH
- Overview at عيادة مايو
- Overview at المركز الطبي لجامعة شيكاغو  [لغات أخرى]‏